# Пуримшпиль
Пуримшпиль (также Пурим-шпиль, идиш פּורימשפּיל‎ — пуримшпил, пиримшпил, дословно «пуримская игра») — традиционное еврейское юмористическое представление или сценка, которую разыгрывают в праздник Пурим.
Обычно основа пуримшпиля — легендарная история о персидском царе Артаксерксе (Ахашвероше) и его царедворце Амане, помышлявшем об истреблении евреев, но погибшем в результате вмешательства еврея Мардукая (Мордехая) и его племянницы царицы Эсфири.
Театральный жанр пуримшпиля появился в XVI веке, хотя зачатки примитивных карнавальных представлений восходят ещё к 1415 году.
В раннее Средневековье в Пурим сжигали чучело Амана, изготовленное из дерева и тряпок. Особенно популярны подобные представления были в Италии, где устраивались настоящие маскарады.
Пуримшпиль как самостоятельный жанр появился около XVI века в Германии, затем попал в Польшу вместе с эмигрантами, и вскоре распространился по всей Европе.
Достаточно подробное описание пуримшпилей приведено в ряде новелл Шолом-Алейхема («Золотопряды», «У царя Артаксеркса»).